# 海灣無鰾石首魚
海灣無鰾石首魚為輻鰭魚綱鱸形目鱸亞目石首魚科的其中一種，分布西大西洋區，從墨西哥灣至巴西Rio Grande del Sur海域，體長可達48.3公分，棲息在沿海沙泥底質海域、河口，屬肉食性，以蠕蟲、甲殼類等為食，可做為食用魚及遊釣魚。